# Talisia
Pour les articles homonymes, voir Talisia.
Genre
Synonymes

Selon Tropicos (8 juin 2024)
- Acladodea Ruiz & Pav.
- Comatoglossum H. Karst. & Triana
- Meleagrinex Arruda
- Racari Aubl.
- Talisia sect. Eutalisia Radlk.
- Talisia sect. Racaria (Aubl.) Radlk.
- Talisia subsect. Acladodea Radlk.
- Tapirocarpus Sagot

Selon GBIF (8 juin 2024)
- Acladodea Ruiz & Pav.
- Comatoglossum H.Karst. & Triana
- Lasianthemum Klotzsch
- Meleagrinex Arruda
- Racaria Aubl.

Talisia est un genre de plantes à fleurs néotropicale, appartenant à la famille des Sapindaceae, comptant 60 à 89 espèces, et dont l'espèce type est Talisia guianensis Aubl..

## Description
Talisia regroupe des arbrustes non ramifiés du sous-bois et des arbres de taille moyenne à grande.
Les feuilles sont alternes, composées pennées, avec une foliole terminale rudimentaire, dépourvues de stipules.
Les folioles sont opposées ou alternées, à bords entiers, généralement avec des pétioles renflés.
Les Inflorescences sont axillaires, rarement cauliflores, ou des thyrses terminales, paniculés ou racémiformes, avec des fleurs en monochasie ou en dichasie latérale, simple ou composée.
Les fleurs sont 5-mères, actinomorphes, staminées ou pistillées (plantes monoïques). 
Le calice est généralement en forme de coupe, avec 5 sépales, connés à la base, généralement plus courts que les pétales.
Les pétales sont réfléchis ou ascendants, avec un appendice adné.
Les appendices pétaloïdes sont simple ou bifide, séricigènes, et adnés à la base ou marginaux.
Le disque annulaire, est à 5 ou 8 lobes.
On compte 5-8 étamines, légèrement exsertes, avec des filets de longueur égale ou inégale, libres, villosités ou glabres, et des anthères lancéolées ou ellipsoïdes, basifixes.
L'ovaire est à 3 carpelles, chaque carpelle contenant un seul ovule.
Le style est subulé, couronné distalement par une surface stigmatique capitée à cylindrique.
Les fruits contiennent à 1(-3) graines, ellipsoïdes à globuleux, baies, à péricarpe coriace, charnu ou ligneux.
Ces graines ont un testa charnu, généralement comestible, et l'embryon a des cotylédons charnus et transversalement droits,.

## Répartition
Talisia est un genre néotropical représenté de l'Amérique centrale à l'Argentine en passant par la Colombie, le Venezuela, Trinidad, le Guyana, le Suriname, la Guyane, l'Équateur, le Pérou, le Brésil, la Bolivie, et le Paraguay.

## Liste des espèces
Selon GBIF (31 mai 2024) :
- Lasianthemum bijugum Klotzsch
- Lasianthemum unijugum Klotzsch
- Racaria sylvestris Miers, 1879
- Talisia acutifolia Radlk.
- Talisia angustifolia Radlk.
- Talisia bullata Radlk.
- Talisia carinata Radlk.
- Talisia caudata Steyerm.
- Talisia cerasina (Benth.) Radlk.
- Talisia chartacea Acev.-Rodr.
- Talisia clathrata Radlk.
- Talisia coriacea Radlk.
- Talisia croatii Acev.-Rodr.
- Talisia cupularis Radlk.
- Talisia dariensis Acev.-Rodr.
- Talisia dasyclada Radlk.
- Talisia douradensis Acev.-Rodr.
- Talisia equatoriensis Acev.-Rodr.
- Talisia esculenta (A.St.-Hil.) Radlk.
- Talisia eximia Kramer
- Talisia firma Radlk.
- Talisia floresii Standl.
- Talisia furfuracea Sandwith
- Talisia ghilleana Acev.-Rodr.
- Talisia granulosa Acev.-Rodr.
- Talisia guianensis Aubl.
- Talisia hemidasya Radlk.
- Talisia hexaphylla Vahl
- Talisia japurensis (C.DC.) Radlk.
- Talisia laevigata Acev.-Rodr.
- Talisia lanata Acev.-Rodr.
- Talisia longifolia (Benth.) Radlk.
- Talisia macrophylla (Mart.) Radlk.
- Talisia marleneana (Guarim) Acev.-Rodr.
- Talisia megaphylla Sagot ex Radlk.
- Talisia megaphylla Sagot
- Talisia microphylla Uittien
- Talisia mollis Kunth ex Cambess.
- Talisia morii Acev.-Rodr.
- Talisia nervosa Radlk.
- Talisia obovata A.C.Sm.
- Talisia oedipoda Radlk.
- Talisia pachycarpa Radlk.
- Talisia parviflora Acev.-Rodr.
- Talisia pilosula Sagot ex Radlk., 1878
- Talisia pilosula Sagot
- Talisia pinnata (Ruiz & Pav.) Radlk.
- Talisia praealta (Sagot) Radlk.
- Talisia prancei Guarim
- Talisia princeps Oliv.
- Talisia retusa R.S.Cowan
- Talisia setigera Radlk.
- Talisia simaboides Kramer
- Talisia squarrosa Radlk.
- Talisia stricta Triana & Planch. ex
- Talisia strigosa Kunth
- Talisia subalbens (Mart.) Radlk.
- Talisia sylvatica (Aubl.) Radlk.
- Talisia velutina Acev.-Rodr.
- Talisia veraluciana Guarim

Selon Tropicos (31 mai 2024) (Attention liste brute contenant possiblement des synonymes) :
- Talisia acladodea DC. 1824
- Talisia acladodes Spreng. 1825
- Talisia acutifolia Radlk. 1878
- Talisia allenii Croat 1976 [1977]
- Talisia amaruayana Steyerm. 1988
- Talisia amazonica Guarim 1979
- Talisia angustifolia Radlk. 1878
- Talisia bullata Radlk. 1900
- Talisia cararensis Cuatrec. 1951
- Talisia carinata Radlk. 1878
- Talisia caudata Steyerm. 1988
- Talisia cerasina (Benth.) Radlk. 1878
- Talisia chartacea Acev.-Rodr. 1997
- Talisia clathrata Radlk. 1878
- Talisia coriacea Radlk. 1878
- Talisia croatii Acev.-Rodr. 2003
- Talisia cupularis Radlk. 1878
- Talisia dariensis Acev.-Rodr.
- Talisia dasyclada Radlk. 1878
- Talisia diphylla Standl. 1930-1932 [1930]
- Talisia douradensis Acev.-Rodr. 2003
- Talisia dwyeri Croat 1976 [1977]
- Talisia elephantipes Sandwith ex Tutin 1940
- Talisia equatoriensis Acev.-Rodr. 2003
- Talisia erecta Radlk. 1900
- Talisia esculenta (A. St.-Hil.) Radlk. 1878
- Talisia eximia K.U. Kramer 1972
- Talisia firma Radlk. 1878
- Talisia floresii Standl. 1931
- Talisia furfuracea Sandwith 1935
- Talisia ghilleana Acev.-Rodr. 2003
- Talisia glabra DC. 1824
- Talisia glandulifera Steyerm. 1988
- Talisia grandifolia Cuatrec. 1951
- Talisia granulosa Acev.-Rodr. 2003
- Talisia guianensis Aubl. 1775
- Talisia hemidasya Radlk. 1878
- Talisia heterodoxa Steyerm. 1988
- Talisia hexaphylla Vahl 1798
- Talisia humilis Mattos 1976
- Talisia intermedia Radlk. 1900
- Talisia japurensis (C. DC.) Radlk. 1900
- Talisia jimenezii Alain 1980
- Talisia laevigata Acev.-Rodr. 1997
- Talisia lanata Acev.-Rodr. 2003
- Talisia longifolia (Benth.) Radlk. 1878
- Talisia macrophylla (Mart.) Radlk. 1878
- Talisia marleneana (Guarim) Acev.-Rodr. 2003
- Talisia medrii Guarim 1979
- Talisia megaphylla Sagot ex Radlk. 1878
- Talisia micrantha Radlk. 1911
- Talisia microphylla Uittien 1937
- Talisia mollis Kunth ex Cambess. 1829
- Talisia morii Acev.-Rodr. 2003
- Talisia morilloi Steyerm. 1975 [1976]
- Talisia multinervis Radlk. 1878
- Talisia nervosa Radlk. 1914
- Talisia obovata A.C. Sm. 1936
- Talisia oedipoda Radlk. 1878
- Talisia oliviformis (Kunth) Radlk. 1878
- Talisia pachycarpa Radlk. 1878
- Talisia panamensis Pittier 1918
- Talisia parviflora Acev.-Rodr. 2003
- Talisia pedicellaris Radlk. 1878
- Talisia pentantha Steyerm. 1988
- Talisia peruviana Standl. 1932
- Talisia pilosula Sagot 1878
- Talisia pinnata (Ruiz & Pav.) Radlk. 1878
- Talisia praealta Sagot ex Radlk. 1878
- Talisia prancei Guarim 1979
- Talisia princeps Oliv. 1888
- Talisia pulverulenta Radlk. 1878
- Talisia pygmaea Radlk. 1907
- Talisia reticulata Radlk. 1911
- Talisia retusa R.S. Cowan 1952
- Talisia rosea Vahl 1798
- Talisia sancarlosiana Steyerm. 1988
- Talisia setigera Radlk. 1900
- Talisia simaboides K.U. Kramer 1972
- Talisia squarrosa Radlk. 1878
- Talisia stricta (H. Karst. & Triana) Radlk. 1878
- Talisia stricta (H. Karst. & Triana) Triana & Planch. 1862
- Talisia strigosa Kunth
- Talisia subalbens (Mart.) Radlk. 1878
- Talisia svensonii Standl. 1933
- Talisia sylvatica (Aubl.) Radlk. 1878
- Talisia tirirensis Steyerm. & Maguire 1967
- Talisia velutina Acev.-Rodr. 2003
- Talisia veraluciana Guarim 1979

## Histoire naturelle

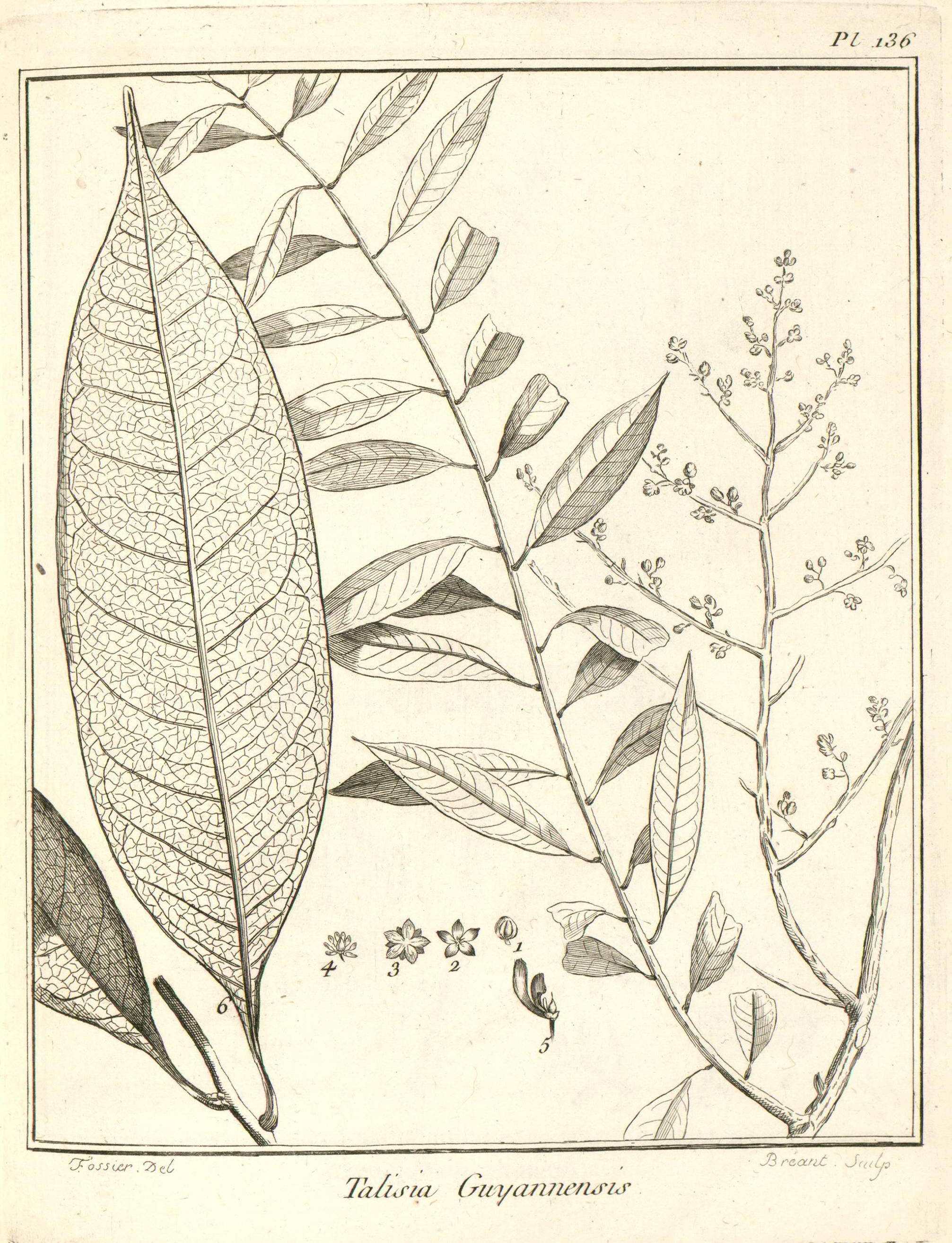
Talisia guianensis Aublet, Planche 128 accompagnant la description du genre Talisia par Aublet (1775) Explication de la PlaNche cent trente-sixième. - 1. Bouton de fleur. - 2. Fleur vue en deſſus. - 3. Fleur vue en deſſous. - 4. Diſque. Étamines. Piſtil. - 5. Diſque. Pétale. Feuillet. Étamine. Ovaire. Style. - 6. Foliole de grandeur naturelle.

En 1775, le botaniste Aublet propose la diagnose suivante : 

« TALISIA. (Tabula 136.) 
CAL. Perianthum monophyllum, quinquepartitum, laciniis acutis.
COR. Petala quin que, ovaca, diſco ovarii inſerta. Squamulæ quinque, breves, piloſæ, erectæ, ſtamina tegentes, intra petala.
STAM. otto, brevia, diſco inſerta. Antheræ oblongæ, biloculares.
PIST. Germen minimum, ſubrotundum. Stylus breviſſimus. Stigma . obtuſum.
PER. ſubrotundum, quadriloculare.
SEM.... »

— Fusée-Aublet, 1775.